# Santiago Lindsay
Santiago Lindsay Font (1825, Santiago de Chile - 1876, Constitución) fue un escritor y político chileno.

## Biografía
Se casó en 1840 con Rosalía Necochea Godoy. Seguidor de José Victorino Lastarria y del positivismo propio de la filosofía chilena por aquellos años, fue uno de los fundadores de la Sociedad Literaria de 1842. Allí, se dedicaba a recitar poemas patrióticos. Lindsay formó parte de la Sociedad de Escritores de Chile, y colaboró en El Crepúsculo y Revista de Santiago. Falleció en 1876, en Constitución.

## Carrera política
Fue Diputado suplente por Valdivia (1852-1855). Entre 1858 y 1870, fue Director del Instituto Nacional de Estadísticas, dirigiendo el censo chileno de 1865. Realizó labores diplomáticas como ministro de Chile en Bolivia, donde pacto, junto al canciller boliviano Casimiro Corral, el 5 de diciembre de 1872 el acuerdo Lindsay-Corral en La Paz, en aras de resolver los problemas surgidos de la aplicación del Tratado de límites entre Bolivia y Chile de 1866. Integró la Comisión Permanente de Hacienda e Industria. Volvió al Congreso, siendo esta vez Diputado propietario por Santiago (1873-1876). Había sido escogido Senador suplente para el período 1876-1882, pero falleció en abril de 1876 antes de incorporarse al Senado.